# Jリーグマッチデーハイライト
Jリーグマッチデーハイライトは、2013年3月2日より2016年12月30日まで放送された、スカパー!制作のJリーグ試合結果速報番組である。

## 概要
2011年シーズンまで（放送自体は2012年2月まで）放送されてきた『Jリーグアフターゲームショー』 (JAGS) および2012年シーズンに放送されていた『マッチデー♥Jリーグ』をリニューアルしたものである。番組内容はほぼ『マッチデー♥Jリーグ』を継承し、その日行われたJ1・J2全試合・全ゴールのハイライトと試合分析、選手・監督インタビューなどを放送する。一部の試合では試合終了後の会場からの中継も行われるが、ナイトゲーム以外は事前収録されたものが放送される。
2014年からは、Jユースカップの告知を兼ねた、Jリーグのユース世代の選手を取り上げた「Jユースラボ」のコーナーも設けられた。
この番組の前には、ゴールシーンダイジェストを中心とした20分の『速報Jリーグゴールハイライト』を放送していた。
なお、オフシーズンには『Jリーグマッチデーハイライト 〜アディショナルタイム〜』としてオフシーズンにちなんだ企画（各クラブの入退団情報、スペシャル対談企画など）を放送していた。
番組テーマ曲にはスカパー!サッカー中継のテーマ曲が採用されていた。
スカパー!のJリーグ放映権が2016年シーズン限りとなることを受けて、同年12月30日の「大忘年会スペシャル」をもって最終回となった。

## 放送時間
- 初回放送はJ1版、J2版ともにその日の全試合終了後放送。
  - ナイトマッチがある場合はおおむね21:30放送開始、デイマッチのみの場合はおおむね19:00放送開始。スカチャン0での生放送→BSスカパー!での遅れ放送（おおむね24:00放送開始）が基本。
  - 「アディショナルタイム」は毎週土曜日20:00放送開始。
- 通常の放送時間はJ1版が90分間、J2版が70分間。J1・J2同時開催日は120分となるほか、リーグ終盤などにも拡大放送が行われる。オフバージョン「アディッショナルタイム」編は通常60分。
  - J1版、J2版ともにNOTTVでもサイマル放送される。
  - リーグ戦の集中開催日のみ放送し、変則日程となった試合は次回の『Jリーグマッチデーハイライト』で扱う。
- 『速報Jリーグゴールハイライト』は『Jリーグマッチデーハイライト』の直前に20分放送。

## 放送チャンネル
- スカチャン0
- BSスカパー!
- スカパー!オンデマンド JリーグLIVE

### 視聴できる対象者
- スカパー!（旧スカパー!e2）「JリーグMAX」「サッカーMAX」
- スカパー!プレミアムサービス 「JリーグMAXプレミアム」「サッカーMAXプレミアム」「J2ライブプレミアム」「J1ライブ・標準画質」「J2ライブ・標準画質」「サッカーセット・標準画質」
  - BSスカパー!での放送分はBSスカパー!の視聴条件を満たしていればこれらセット契約をしていなくても視聴可能。
  - NOTTVはスカパーの契約に関係なく視聴できるが、NOTTVの加入手続き等必要
  - 無料開放日（毎月第1日曜日など）のBSスカパー!放送分はスカパー!契約をしていなくても試聴可能。

## 出演者

### Jリーグマッチデーハイライト
MC
- 平畠啓史（お笑いタレント、DonDokoDon)
- 曽田麻衣子（フリーアナウンサー、2016年2月 - ）
- 中川絵美里（フリーアナウンサー、元チームヴィーナス、2016年2月 - ）
  - 2016年シーズンは平畠が常時出演、曽田・中川のどちらかが日替わり出演となり、男女2名で進行する。
  - 「アディショナルタイム」では平畠のみで進行し、女性MCは登場しない。

コメンテーター
- スカパーサッカー解説者（日替わり）
  - 2015年まではMCが全員出演する日などはコメンテーターを置かない（MCの平野がコメンテーター兼任となる）場合があった。

ナレーター
- 坂信一郎
- 毛利久志
  - どちらか1名が担当する。

Jユースラボ研究員（2014年）
- 新木優子

過去の出演者
- 足立梨花（女優　Jリーグ名誉女子マネジャー、2014年度まで）
- 平野孝（サッカー解説者、2016年2月21日まで。ただし、現在はコメンテーターとして登場することがある。）
- 寺田ちひろ（タレント、2016年2月21日まで）
- 吉竹史（フリーアナウンサー・元毎日放送アナウンサー、2014年3月 - 2016年2月21日）
  - 平畠、寺田は『JAGS』および『マッチデー♥Jリーグ』から続投。また足立は情報・バラエティー番組の司会デビュー番組でもある。
  - 『マッチデー♥Jリーグ』ではMCをディビジョン別の固定制にしていたが、当番組は2015年まで『JAGS』と同様の男性・女性MC1人ずつが曜日やディビジョン別の固定とはせずに、ランダムで担当する形式に戻した。基本的には平野と寺田、もしくは、平畠と足立でペアを組む。J1・J2同時開催日には全員が出演する。

### 速報Jリーグゴールハイライト
番組ナビゲーター
- 新井恵理那（放送キャスター） - 2013年はJ1開催日
- 瀧口友里奈（タレント、2014年8月 - ）
- 原英里奈（フリーアナウンサー、2013年3月 - 2014年7月） - 2013年はJ2開催日

## 関連番組
- J3リーグハイライト
- Jリーグマッチデーザップ